# 晚安曲 (劉家昌)
《晚安曲》為台灣知名作詞作曲家劉家昌作詞作曲的國語歌曲，費玉清主唱，最初是中國電視公司於每日節目收播時播放的「收播曲」。

## 簡介
劉家昌作詞作曲的《晚安曲》被中視歌星費玉清（當時藝名「費玉青」）公開演唱後，1979年4月12日，中視啟用《晚安曲》作為每日收播時必播的「收播曲」。1979年10月31日，中視發行開播十週年紀念黑膠唱片《中視十年紀念》，《晚安曲》被收錄於第二第六首（最後一首歌曲）。1980年12月28日，中視與臺北市政府主辦殘障年愛心義演會《中視演藝人員慈善晚會》，主持人鳳飛飛與全體參加藝人大合唱《晚安曲》改詞版作結。
1993年，《晚安曲》被收錄在費玉清的同名個人專輯《晚安曲》（飛碟唱片出版），但曲風與《中視十年紀念》收錄者不同，音階比《中視十年紀念》收錄者高。《晚安曲》專輯並獲得第7屆金曲獎最佳演唱專輯獎。
1988年11月，中視不再以《晚安曲》為收播曲；原因是由於劉家昌曾經要求中視支付版稅，中視遂主動改以上檔的國語連續劇主題曲為開播曲與收播曲，以避開版權爭議，同時兼收廣告之效；但相當特殊的是，雖然中視不再播放《晚安曲》，《晚安曲》卻早在1979年之後即已成為台灣各大百貨公司、超級市場、餐廳打烊時的預告歌曲。之後，《晚安曲》的應用範圍甚至遍及諸如速食店、麵包店、圖書館等公共場所；因此，《晚安曲》被暱稱為「打烊歌」。另外，中華民國國軍一些部隊就寢前也會播放《晚安曲》。
1990年4月23日，臺灣電視公司（臺視）表示，慶祝28週年台慶，本月28日起，每日06:20開播時播出〈台視之聲〉作為揭開當日節目的序幕，晚間節目收播前則播〈晚安曲〉向觀眾道別。
1993年5月8日，臺視綜藝節目《龍兄虎弟》開始以〈晚安曲〉的間奏與尾奏重新編曲而成的2/4拍音樂作為收尾音樂，台視大樂團現場伴奏，從張菲發言感謝「帥哥美女豪華舞群」開始，到張菲、費玉清與全部來賓一同向觀眾揮手道別為止；但到1996年10月下旬節目改版後，即改用其他音樂做為收尾音樂。
2001年中華民國法律《著作權法》修正後，《晚安曲》利用上雖受其影響，但迄今利用《晚安曲》通知顧客「即將打烊」的現象仍為台灣相當普遍的情況。直至現在，也有一些公家機關也會使用《晚安曲》，例如台中市大墩文化中心與其附屬的北屯兒童館會以本曲來通知顧客將閉館。
2006年2月21日，吳宗憲回憶，當年他考上國立臺灣藝術專科學校影劇科，「都是術科分數幫了我。當時，我抽到上台表演唱歌，唱歌是我最拿手的，上台唱了一首費玉清的《晚安曲》。連評審都說，我是當歌星的料。」
2013年6月25日，費玉清在台北國際會議中心舉行2013年個人巡迴演唱會最終場，最後按慣例以《晚安曲》向歌迷道別，結束連續11年的台灣巡迴演唱會。
在中国大陆，《晚安曲》曾经在2002年到2009年被用作中央人民广播电台音乐之声每天0点收播后播出的收播曲，也曾在中央人民广播电台中国之声每晚的《央广夜新闻》结束时播出。
2009年蕭敬騰「洛克先生Mr.Rock演唱會」以《晚安曲》作結，但與費玉清版本稍有不同，收錄在蕭敬騰首張演唱會現場實況影音專輯《洛克先生Mr.Rock演唱會Live紀實》（但DVD-Video不收錄）。
中華職棒兄弟象隊的球迷，從1990年開始、一直到2013年兄弟象隊轉賣，一旦第九局比賽結束時兄弟象隊獲勝，部分球迷就會自動用各種樂器或清唱《晚安曲》最後一句歌詞慶祝比賽勝利，成為該隊特色應援。儘管兄弟象隊轉賣以後改名中信兄弟，這樣的吹奏文化仍不時會出現在中信兄弟主場洲際棒球場上，而中信兄弟的客場比賽也常會有球迷自發性清唱《晚安曲》。

## 節目
1970年代，台灣電視公司與中華電視台各有以《晚安曲》為名的歌唱節目。

### 台視版
製作人是紫薇，主持人是鄒森，播映期間為1974年10月17日至1977年12月29日，以演唱抒情歌曲為主，並有小單元〈主婦的話〉串場。

### 華視版
播映期間為1972年6月5日至1973年1月23日，主打寧靜安詳的氣氛與詩情畫意的內容，以名歌星演唱為主。